# Бартанг
Барта́нг (в верхнем течении — Оксу́, Аксу или Ак-су; в среднем — Мурга́б) — правый приток реки Пяндж, протекающий по афганской провинции Бадахшан и таджикской Горно-Бадахшанской автономной области. Длина реки — 528 км. Площадь водосборного бассейна — 24 700 км². Питание реки в основном ледниковое и снеговое. Максимальный сток наблюдается в августе. Среднегодовой расход воды в устье — 128 м³/с.

## Течение

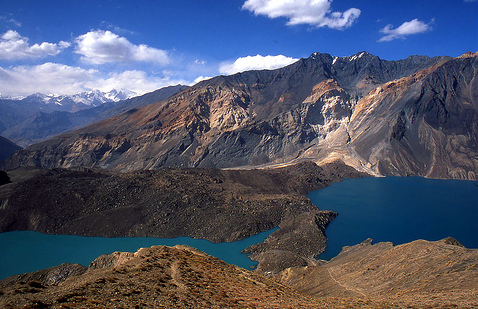
Естественная плотина на реке Мургаб, озеро Шадау (слева) и Сарезское озеро (справа)

Берёт начало под именем Аксу в юго-восточном Памире. Река вытекает из горного озера Чакмактын, расположенного на крайнем северо-востоке Афганистана в провинции Бадахшан; протекает по ней около 30 километров в северо-восточном направлении, затем в восточном направлении по государственной границе Афганистана и Таджикистана, огибает восточную оконечность Ваханского хребта, затем поворачивает на северо-запад, принимает левый приток Сулистык, затем поворачивает на запад, принимает правый приток Акбайтал и имя Мургаб. У посёлка Мургаб пересекает Памирский тракт. Огибает с юга Пшартский хребет и Музкол, впадает в завальное Сарезское озеро, которое возникло в результате катастрофического перекрытия русла Мургаба, произошедшего 18 февраля (3 марта) 1911 года. Фильтруется через тело Усойского завала и сворачивает на северо-запад, принимает правый приток Гудара и имя Бартанг и сворачивает на юго-запад, огибает с юга Язгулемский хребет и впадает в Пяндж к востоку от села Рушан на границе с Афганистаном.

## Названия
- «Оксу/Аксу» — происходит от кирг. Ак суу — белая вода. Река отличается быстротой течения, вследствие чего вода пенится и становится белого цвета.
- «Мургаб» — происходит от тадж. мурғ (птица) + об (вода) и означает «птичья вода» или «водяная птица», мурғобӣ — «утка». По реке также названо расположенное на ней село Мургаб — центр Мургабского района Горно-Бадахшанской АО Таджикистана.
- «Бартанг» (от барт. — бар (верхний) + танг (теснина)[11]) — часть реки от впадения в Мургаб реки Гудара до впадения в Пяндж[12]. Длина этого участка составляет 133[3] км, или четверть общей длины реки.

## Хозяйственное значение
Воды реки широко используются в засушливых районах для орошения. В советское время на реке была построена Шуджандская ГЭС.